# Contraband (banda)
Contraband fue un supergrupo fundado en 1990 en la ciudad estadounidense de Los Ángeles, por algunos integrantes de las bandas McAuley Schenker Group, Ratt, Shark Island, L.A. Guns y Vixen.
La banda nació luego de las grabaciones de los conciertos unplugged de Ratt y Vixen para la MTV, en la cual el guitarrista alemán Michael Schenker fue invitado en reemplazo de Robbin Crosby. Schenker junto a Bobby Blotzer de Ratt y Share Pedersen de Vixen, decidieron crear un supergrupo al que llamaron Contraband que nació oficialmente en septiembre de 1990. Para completar la banda, fueron invitados Richard Black de Shark Island en la voz y a Tracii Guns de L.A. Guns en la guitarra rítmica.
En junio de 1991 publicaron su único álbum de estudio llamado simplemente Contraband, que alcanzó el puesto 187 en la lista Billboard 200 de los Estados Unidos. Este contiene canciones escritas por otros autores, siendo Black el único que colaboró con ellos en algunos temas. Además, contiene algunas versiones como «Hang On to Yourself» de David Bowie y «All the Way from Memphis» de Mott the Hoople, que llegó al puesto 12 en la lista Mainstream Rock Tracks del país norteamericano. Este último tema también fue lanzado en versión sencillo para el Reino Unido, obteniendo el puesto 65 en los UK Singles Chart en julio de 1991.
Luego de abrir las presentaciones para la banda estadounidense Ratt, los integrantes decidieron separarse en buenos términos a fines de 1991.

## Discografía
- 1991: Contraband
- 1991: All the Way from Memphis (sencillo)

## Miembros
- Richard Black: voz
- Michael Schenker: guitarra líder y rítmica
- Tracii Guns: guitarra rítmica y líder
- Share Pedersen: bajo
- Bobby Blotzer: batería